# Douville-en-Auge
Douville-en-Auge és un municipi francès situat al departament de Calvados i a la regió de Normandia. L'any 2007 tenia 222 habitants.

## Demografia

### Població
El 2007 la població de fet de Douville-en-Auge era de 222 persones. Hi havia 88 famílies de les quals 16 eren unipersonals (8 homes vivint sols i 8 dones vivint soles), 32 parelles sense fills i 40 parelles amb fills.
La població ha evolucionat segons el següent gràfic:
Habitants censats

### Habitatges
El 2007 hi havia 141 habitatges, 84 eren l'habitatge principal de la família, 50 eren segones residències i 7 estaven desocupats. 137 eren cases i 2 eren apartaments. Dels 84 habitatges principals, 70 estaven ocupats pels seus propietaris, 12 estaven llogats i ocupats pels llogaters i 2 estaven cedits a títol gratuït; 1 tenia una cambra, 3 en tenien dues, 10 en tenien tres, 18 en tenien quatre i 52 en tenien cinc o més. 64 habitatges disposaven pel capbaix d'una plaça de pàrquing. A 37 habitatges hi havia un automòbil i a 45 n'hi havia dos o més.

### Piràmide de població
La piràmide de població per edats i sexe el 2009 era:
| Homes | Edats   | Dones |
| ----- | ------- | ----- |
| 0     | 95 o +  | 0     |
| 0     | 90 a 94 | 0     |
| 0     | 85 a 89 | 0     |
| 0     | 80 a 84 | 0     |
| 0     | 75 a 79 | 4     |
| 8     | 70 a 74 | 0     |
| 4     | 65 a 69 | 4     |
| 4     | 60 a 64 | 4     |
| 8     | 55 a 59 | 12    |
| 12    | 50 a 54 | 4     |
| 0     | 45 a 49 | 4     |
| 16    | 40 a 44 | 8     |
| 8     | 35 a 39 | 12    |
| 0     | 30 a 34 | 8     |
| 4     | 25 a 29 | 8     |
| 4     | 20 a 24 | 0     |
| 0     | 15 a 19 | 0     |
| 4     | 10 a 14 | 8     |
| 8     | 5 a 9   | 4     |
| 4     | 0 a 4   | 12    |

## Economia
El 2007 la població en edat de treballar era de 135 persones, 92 eren actives i 43 eren inactives. De les 92 persones actives 90 estaven ocupades (49 homes i 41 dones) i 2 estaven aturades (1 home i 1 dona). De les 43 persones inactives 19 estaven jubilades, 10 estaven estudiant i 14 estaven classificades com a «altres inactius».

### Ingressos
El 2009 a Douville-en-Auge hi havia 83 unitats fiscals que integraven 229 persones, la mediana anual d'ingressos fiscals per persona era de 17.077 €.

### Activitats econòmiques
Dels 11 establiments que hi havia el 2007, 1 era d'una empresa de fabricació d'altres productes industrials, 1 d'una empresa de construcció, 3 d'empreses de comerç i reparació d'automòbils, 4 d'empreses d'hostatgeria i restauració, 1 d'una empresa immobiliària i 1 d'una empresa de serveis.
Dels 3 establiments de servei als particulars que hi havia el 2009, 1 era una fusteria i 2 restaurants.
L'únic establiment comercial que hi havia el 2009 era una peixateria.
L'any 2000 a Douville-en-Auge hi havia 18 explotacions agrícoles que ocupaven un total de 522 hectàrees.

## Poblacions més properes
El següent diagrama mostra les poblacions més properes.